# 地球冒险3
《地球冒险3》是一款由Brownie Brown Inc.（現為1-UP工作室）与HAL研究所制作、任天堂在Game Boy Advance发行的游戏。本作是《地球冒险》系列的第三作，也是目前为止，系列的最后一作。
游戏的開發企劃在1994年從《地球冒險2》開發完成後開始，曾作为在超级任天堂以及任天堂64和64DD上开发的游戏，但在2000年宣布停止开发；直到2003年开始继续开发，游戏最终于2006年4月20日在日本地区发行，並從此經歷了遊戲延期、平台轉移、開發取消、重新開發至發行時間長達12年。

## 玩法
与前几作类似，《地球冒险3》是一个单人的角色扮演游戏。玩家控制着一群可供游戏的人物角色，在2D的虚拟世界探索。游戏的主要视角是俯视。

## 開發歷程
| 年     | 月日              | 事件 |
| ------ | ----------------- | --- |
| 1994年 | 不詳              | 《地球冒险3》開發企劃從超級任天堂平台開始。隨後改為任天堂64平台開發全3D遊戲，首次公開時命名為《地球冒险3 克迈拉之森》。               |
| 1997年 | 不詳              | 任天堂公布任天堂64的进化主机64DD的时候宣布，《地球冒险3》將作為64DD的遊戲登場，并在游戏展上公怖了《地球冒险3 奇怪动物之森》游戏标题。 |
| 1999年 | 8月27日 至8月29日 | 游戏标题改为《地球冒险3 猪王的末日》，并公开了许多影像视频和试玩环节。 計劃於2000年5月發行。                                          |
| 2000年 | 8月22日           | 宣佈《地球冒险3》取消开发。 |
| 2003年 | 4月               | Game Boy Advance掌機平台公布於6月20日發售《地球冒险1+2》合集后，《地球冒险3》的制作重新启动，并全面重新改為2D游戏制作于GBA平台。      |
| 2005年 | 10月下旬          | 任天堂已與東京糸井重里事務所、HAL研究所和Brownie Brown为《地球冒险3》申请了专利。                                                     |
| 2005年 | 11月              | 正式公布《地球冒险3》，取消副標題名稱。                                                                                               |
| 2006年 | 1月24日           | 糸井重里在Hobonichi（ほぼ日）的專欄《每日佳句》（今日のダーリン）中宣布發售日期為2006年4月20日。任天堂於27日發布了官方公告。                              |
| 2006年 | 4月20日           | 本作發售。 |
| 2015年 | 12月17日          | 登陸Wii U版Virtual Console平台並在日本地區推出。                                                                                      |
| 2024年 | 2月22日           | 登陸任天堂Switch Online + 擴充包（GBA）並在日本地區推出。                                                                             |

## 发行
《地球冒险3》于2006年4月20日在日本地区发行，并成为最佳销售游戏。在发行之前，游戏被列为《Fami通》五大最为期待的游戏之一。

### 非官方翻译
《地球冒险3》并未在日本地区之外发行。2008年10月17日，Starmen.net发行了一个非官方英文补丁。

## 评价
在日本地区第一周，《地球冒险3》共售出20万份。周刊《Fami通》给予35/40的分数。